# Património Mundial na Islândia
A Organização das Nações Unidas para a Educação, a Ciência e a Cultura (UNESCO) propôs um plano de proteção aos bens culturais do mundo, através do Comité sobre a Proteção do Património Mundial Cultural e Natural, aprovado em 1972. Esta é uma lista do Patrimônio Mundial existente na Islândia, especificamente classificada pela UNESCO e elaborada de acordo com dez principais critérios cujos pontos são julgados por especialistas na área. A Islândia, país insular de relevante geografia vulcânica, ratificou a convenção em 19 de dezembro de 1995, tornando seus locais históricos elegíveis para inclusão na lista.
O sítio Parque Nacional de Thingvellir foi o primeiro local da Islândia incluído na lista do Patrimônio Mundial da UNESCO por ocasião da 28.ª Sessão do Comitê do Património Mundial, realizada em Suzhou (China) em 2004. Desde a mais recente adesão à lista, a Islândia totaliza três sítios classificados como Patrimônio da Humanidade, sendo 2 deles de classificação Cultural e 1 de classificação Natural. 

## Bens culturais e naturais
A Islândia conta atualmente com os seguintes lugares declarados como Patrimônio da Humanidade pela UNESCO:
| | Parque Nacional de Thingvellir |
| Bem cultural inscrito em 2004. |                                |
| Localização: Þingvellir, Sudurland |                                |
| O Parque Nacional de Þingvellir é o local onde a assembleia popular Althing se reuniu pela primeira vez em 930. Anualmente, esta reunião dos homens livres da Islândia tomou decisões coletivas e resolveu disputas. Está localizado a 40 km a leste de Reiquiavique. (UNESCO/BPI) |                                |

| | Ilha vulcânica de Surtsey |
| Bem natural inscrito em 2008. |                           |
| Localização: Surtsey, Sudurland |                           |
| A ilha vulcânica de Surtsey surgiu no meio do mar no período de 1963-1967, na sequência de uma série de erupções vulcânicas. Vedada ao acesso público, funciona como um laboratório onde se pode seguir o processo de colonização natural por plantas e animais. Está localizado a 32 km a sul da costa da ilha da Islândia. (UNESCO/BPI) |                           |

| | Parque Nacional Vatnajökull |
| Bem natural inscrito em 2019. |                             |
| Localização: centro da Islândia |                             |
| Este sítio natural de 1.400.000 hectares abrange uma região vulcânica icónica da Islândia. O parque Vatnajökull tem dez grandes vulcões, oito dos quais subglaciares, e entre estes há dois que estão entre os mais ativos em toda a Islândia. A interação geológica entre erupções vulcânicas e as fissuras subjacentes à calota glaciar do parque pode levar a diversos fenómenos. O mais espetacular é, sem dúvida, o chamado "jökulhlaup", ou seja, a súbita inundação causada pela rutura da margem de um glaciar no decorrer de uma erupção. Este fenómeno, que é recorrente, expõe planícies de areia únicas no mundo, bem como redes fluviais e desfiladeiros cuja morfologia evolui a alta velocidade. As áreas vulcânicas são endémicas das águas subterrâneas que conseguiram sobreviver ao período glacial. |                             |

## Lista Indicativa
Em adição aos sítios inscritos na Lista do Patrimônio Mundial, os Estados-membros podem manter uma lista de sítios que pretendam nomear para a Lista de Patrimônio Mundial, sendo somente aceitas as candidaturas de locais que já constarem desta lista. Desde 2013, a Armênia possui 6 locais na sua Lista Indicativa.
| Sítio | Imagem | Localização | Ano | Dados UNESCO | Descrição |
| ----- | ------ | ----------- | --- | ------------ | --------- |